# Krajné
Krajné este o comună slovacă, aflată în districtul Myjava din regiunea Trenčín. Localitatea se află la altitudinea de 267 m deasupra n.m., se întinde pe o suprafață de 28,47 km2 și în 2017 număra 1.526 de locuitori.

## Istoric
Localitatea Krajné este atestată documentar din 1392.

## Demografie
| An:                | 1994 | 2004   | 2014   | 2024   |
| ------------------ | ---- | ------ | ------ | ------ |
| Număr de persoane: | 1811 | 1664   | 1556   | 1405   |
| Diferență:         |      | −8,11% | −6,49% | −9,70% |

| An:                | 2023 | 2024   |
| ------------------ | ---- | ------ |
| Număr de persoane: | 1422 | 1405   |
| Diferență:         |      | −1,19% |